# D.A. Schretlen & Co

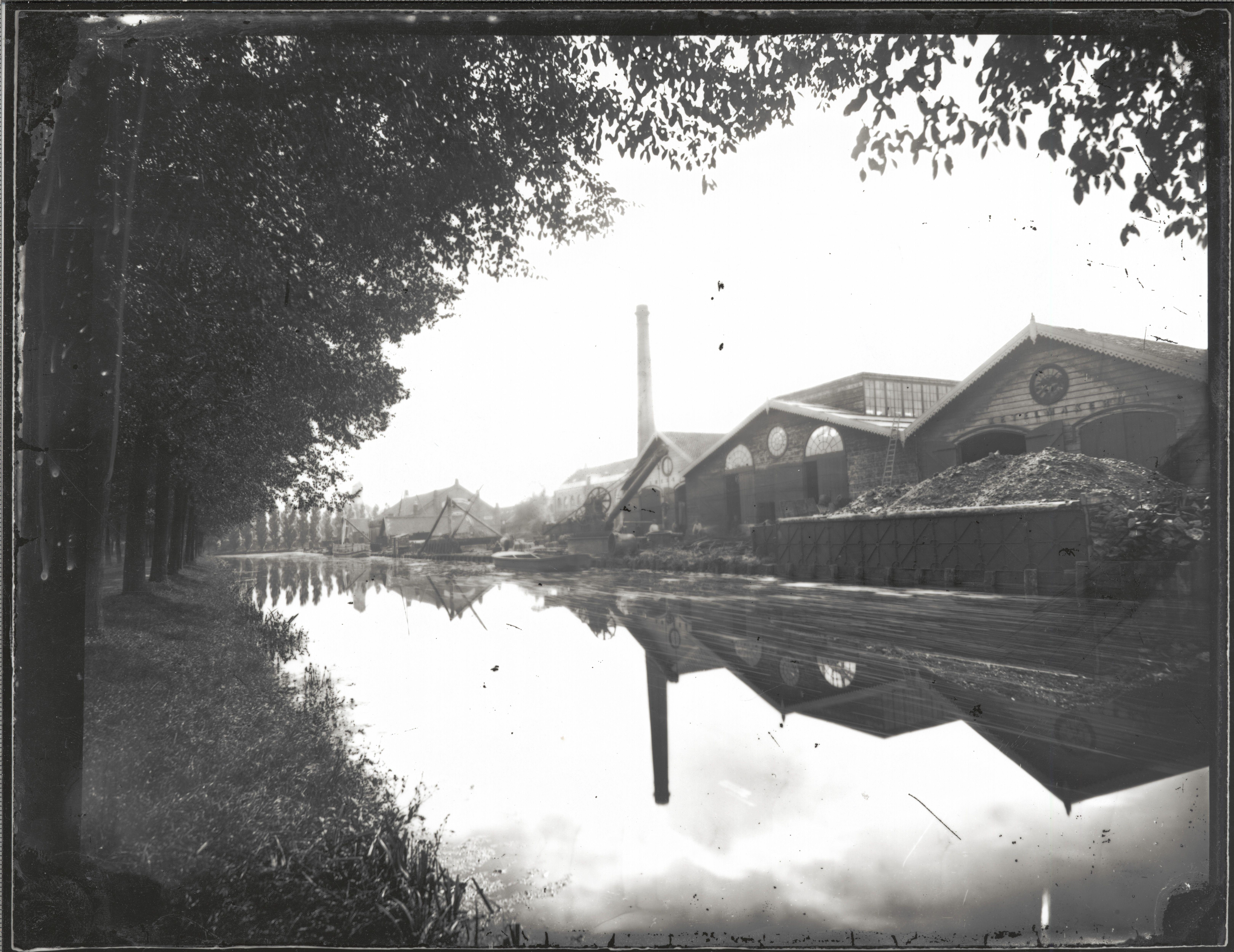
Vista sulla fonderia, sulla fabbrica a vapore ed altre strutture della Schretlen & Co dalla Witte Singel di Leida nel 1860.

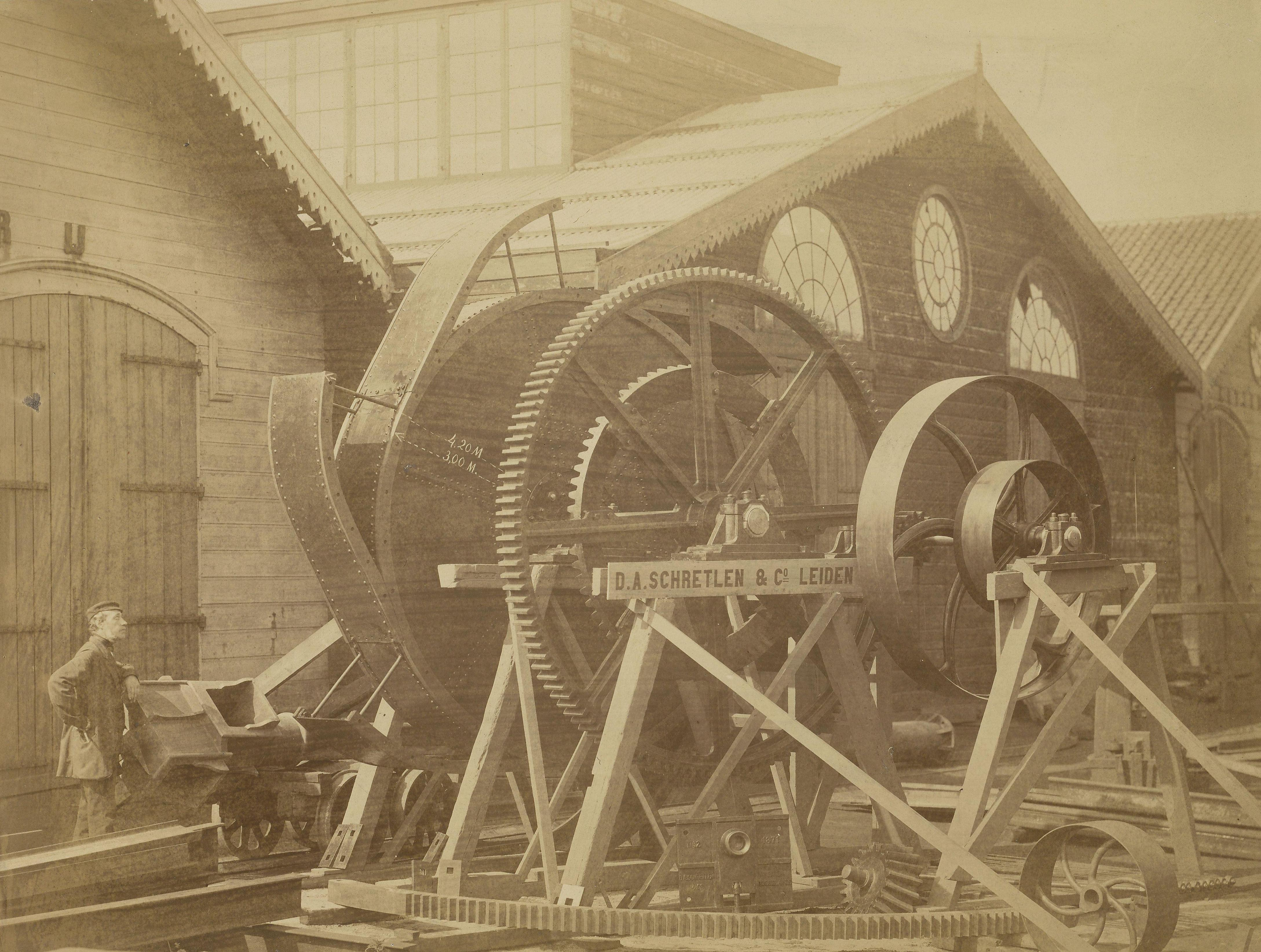
Uno dei caratteristici macchinari della Schretlen & Co di Leida, 1871.

La D.A. Schretlen & Co era un'azienda siderurgica, produttrice di macchine e general contractor della città Olandese di Leida, in attività dal 1834 al 1892. La fabbrica consisteva in una fonderia di ferro, una di rame ed una di metalli vari.

## Storia
L'azienda è stata fondata nel 1834 da Dominicus Antonius Schretlen (1811-1883), John Mercer e Hendricus Jacobus Hermans sotto il nome di Schretlen, Mercer en Comp. Con l'uscita di Mercer si decise cambiare il nome in: D.A. Schretlen & Co. Nel 1871 l'azienda fu quotata in borsa con il nome di D.A. Schretlen & Comp., spesso vi si riferiva con l'aggiunta nel nome di De Nijverheid (in italiano: "L'industria"). Nel 1887 la società fu venduta e rimase attiva come Seret en Barneveld, dal 1889 si chiamò W. Barneveld en Co., fino alla definitiva liquidazione 1893.
Inizialmente l'azienda era situata sull'Herengracht a Leida. Nel 1856 fu costruita una nuova struttura nel Maresingel, sempre a Leida.

## Prodotti
Le opere per cui l'azienda si distinse maggiormente sono state la realizzazione di ponti, fari, pale per mulini a vento, depositi treni, pensiline ed arredo urbano in ghisa. Come produttrice di macchine e general contractor la Schretlen era tra le tante aziende ad essere attive nella costruzione, e talvolta manutenzione, di impianti per l'estrazione e produzione di gas. L'azienda forniva anche componenti per la costruzione di navi a vapore e vagoni ferroviari.